# Miguel Peña
Miguel Peña est l'une des neuf paroisses civiles de la municipalité de Valencia dans l'État de Carabobo au Venezuela. Sa capitale est Valencia, chef-lieu de la municipalité et capitale de l'État, dont elle constitue l'une des huit divisions territoriales et la grande majorité des quartiers sud et sud-ouest.

## Géographie

### Description
Miguel Peña constitue de facto l'un des quartiers de la ville de Valencia qui est sa capitale, et notamment les quartiers au sud et au sud-ouest. Elle est limitée respectivement :
- au nord par la paroisse civile de San José et la limite occidentale de celle d'El Socorro ;
- au nord-est par la paroisse civile de Candelaria dont la limite nord-ouest / sud-est puis ouest-est forme une ligne brisée constituée par l'avenue 112A et la calle 87 Plaza ;
- à l'est par la paroisse civile de Santa Rosa dont la limite nord-sud est l'axe historique et majeur autour duquel s'articule la ville, axe constitué dans cette portion de l'avenue La Farias ;
- au sud-est par la municipalité de Carlos Arvelo et de nouveau par une paroisse civile non-urbaine de la municipalité de Valencia, celle de Negro Primero ;
- au sud-ouest par la municipalité de Libertador.

Hormis les quartiers sud de Valencia, la paroisse civile comporte une autre localité, située à l'extrémité sud de son territoire, El Yagual.

## Transports
La paroisse civile est desservie par les stations Michelena, Santa Rosa, Palotal et Las Feria, soit quatre des neuf stations de la ligne 1 du métro de Valencia, toutes deux situées sur l'avenue Las Ferias.